# Hipertròfia mamària
La hipertròfia mamària o hipermàstia, és una afecció mèdica rara dels teixits connectius de la mama en la qual els pits es fan excessivament grans. La condició sovint es divideix en funció de la gravetat en dos tipus, macromàstia i gigantomàstia. La hipertròfia dels teixits mamaris pot ser causada per l'augment de la sensibilitat histològica a determinades hormones com les hormones sexuals femenines, la prolactina i els factors de creixement.
La hipertròfia mamària és un augment benigne «progressiu», que pot ocórrer en els dos pits (bilaterals) o només en un pit (unilateral). Va ser descrit científicament per primera vegada l'any 1648.

## Descripció i tipus
La indicació és un excés de pes mamari que supera aproximadament el 3% del pes corporal total. Hi ha diferents definicions del que es considera teixit mamari excessiu, és a dir, el teixit mamari esperat més el teixit mamari extraordinari, que van des de tan sols 0,6 kg fins a 2,5 kg, amb la majoria dels metges que defineixen la macromàstia com un teixit excessiu de més de 1,5 kg. Algunes fonts distingeixen entre macromàstia (del grec, macro: «gran»; mastos: «pit»), on l'excés de teixit és inferior a 2,5 kg, i gigantomastia (del grec, gigantikos: «gegant»; mastos: «pit»),), on l'excés de teixit supera els 2,5 kg. L'ampliació pot provocar molèsties musculars i un excés d'estirament de l'embolcall de la pell, que en alguns casos pot provocar ulceració.
La hipertròfia de la mama pot afectar els pits per igual, però normalment afecta un pit més que l'altre, provocant així asimetria, quan un pit és més gran que l'altre. La condició també pot afectar individualment els mugrons i l'arèola en lloc o a més de tot el pit. L'efecte pot produir una variació menor de mida fins a una asimetria mamària extremadament gran.
La hipertròfia mamària es classifica d'una de les cinc maneres següents:
- pubertal (hipertròfia virginal),
- gestacional (macromàstia gràvida),
- en dones adultes sense cap causa òbvia,
- associada a la teràpia amb penicil·lamina, i
- associada a l'obesitat extrema.

Moltes definicions de macromàstia i gigantomàstia es basen en el terme de «excés de teixit mamari» i, per tant, són una mica arbitràries.
S'ha informat a la literatura un total de 115 casos d'hipertròfia mamària fins al 2008.

### Hipertròfia mamària virginal
Quan la gigantomàstia es produeix en dones joves durant la pubertat, la malaltia es coneix com a «macromàstia juvenil» o «gigantomàstia juvenil» i de vegades com a «hipertròfia de la mama virginal» o «hipertròfia mamària virginal». Juntament amb la mida excessiva del pit, altres símptomes inclouen lesions vermelles, picor i dolor als pits. El diagnòstic es fa quan els pits d'una adolescent creixen ràpidament i aconsegueixen un gran pes, generalment poc després del primer període menstrual. Alguns metges suggereixen que el desenvolupament ràpid del pit es produeix abans de l'inici de la menstruació.
Algunes dones amb hipertròfia de mama virginal experimenten un creixement dels pits a un ritme constant durant diversos anys, després dels quals els pits es desenvolupen ràpidament superant el creixement normal. Algunes dones adolescents experimenten un creixement dels pits mínim o insignificant fins que els seus pits creixen de sobte molt ràpidament en un curt període. Això pot causar molèsties físiques considerables. Les dones amb hipertròfia mamària virginal sovint també experimenten un creixement excessiu dels mugrons. En casos greus d'hipertròfia mamària virginal, es produeix hipertròfia del clítoris.
A l'inici de la pubertat, algunes dones amb poc o cap desenvolupament de pit poden arribar a tres o més mides de copa en pocs dies.
L'any 1992, s'havien informat de 70 casos d'hipertròfia mamària virginal.

### Hipertròfia mamària gestacional
Aquest mateix efecte també es pot produir a l'inici de l'embaràs o entre la 16a i la 20a setmana de gestació. Quan la inflor del teixit connectiu es produeix després del naixement, pot afectar negativament el subministrament de llet a llarg termini. La inflor augmenta amb cada embaràs posterior.
El creixement extremadament ràpid dels pits pot provocar una calor intensa. Els pits de la dona poden generar molèsties extraordinàries, tornant-se febrils, vermells, amb picor, i fins i tot fent pelar la pell. La inflor pot suprimir el subministrament de llet, pessigar els conductes galactòfors i provocar mastitis.
La gigantomàstia gestacional s'estima que apareix en 1 de cada 28.000 a 100.000 embarassos.
La mida del pit de les dones amb hipertròfia mamària gestacional normalment torna a la mida aproximadament abans de l'embaràs o a prop d'ella després de l'embaràs i el cessament de la lactància materna.
Tanmateix, no sempre és així i en alguns només es pot produir una reducció parcial de la mida del pit, que requereixi una reducció quirúrgica de la mama.

### Altres tipus d'hipertròfia mamària
Només el 15% dels casos d'hipertròfia mamària no tenen relació amb la pubertat o l'embaràs. Altres tipus i causes d'hipertròfia mamària inclouen idiopàtics, induïts per fàrmacs (per exemple, penicil·lamina, ciclosporina, bucil·lamina), associats a l'autoimmunitat, tumors i síndromes. S'han informat dos casos d'hipertròfia mamària prepuberal, tots dos en nadons.

## Causes
La causa subjacent del teixit conjuntiu mamari de creixement ràpid, que resulta en proporcions gegantines, no ha estat ben dilucidada. Tanmateix, els factors proposats han inclòs un augment dels nivells/expressió o una major sensibilitat a determinades hormones (per exemple, estrògens, progesterona i prolactina) i/o factors de creixement (per exemple, factor de creixement dels hepatòcits, factor de creixement semblant a la insulina tipus 1, i factor de creixement epidèrmic) als pits. S'informa que els pits macromàstics es componen principalment de teixit adipós i fibrós, mentre que el teixit glandular es manté essencialment estable.
La macromàstia es produeix en aproximadament la meitat de les dones amb síndrome d'excés d'aromatasa (una condició d'hiperestrogenisme). La hiperprolactinèmia s'ha informat com a causa d'alguns casos de macromàstia. La macromàstia també s'ha associat amb hipercalcèmia (que es creu que es deu a una producció excessiva de proteïnes relacionades amb l'hormona paratiroïdal) i, rarament, amb lupus eritematós sistèmic i hiperplàsia estromal pseudoangiomatosa. També cal destacar que aproximadament dos terços de les dones amb macromàstia són obeses. A part de l'aromatasa (com en la síndrome d'excés d'aromatasa), almenys altres dues mutacions genètiques (una en PTEN) han estat implicades en la causa de la macromàstia.
Un grapat de fàrmacs s'han associat amb la gigantomàstia, incloent penicil·lamina, bucil·lamina, neotetazona, ciclosporina, indinavir i prednisolona.

## Tractament
El tractament mèdic no ha demostrat ser constantment efectiu. Els règims mèdics inclouen tamoxifè, progesterona, bromocriptina, l'agonista de l'hormona alliberadora de gonadotropina, leuprorelina i testosterona. La macromàstia gestacional s'ha tractat només amb fàrmacs de reducció de mama sense cirurgia. La teràpia quirúrgica inclou la mamoplàstia de reducció i la mastectomia. No obstant això, la reducció mamària no està indicada clínicament tret que s'hagi d'extirpar almenys 1,8 kg (de teixit per mama). En la majoria dels casos de macromàstia, la cirurgia és mèdicament innecessària, depenent de l'alçada corporal. El tractament tòpic inclou règims de gel per refredar els pits.
S'ha trobat que el tractament de la macromàstia associada a la hiperprolactinèmia amb agonistes del receptor D₂ com la bromocriptina i la cabergolina és eficaç en alguns casos, però no en tots.
El danazol, un antiestrogen i androgen feble, també s'ha trobat eficaç en el tractament de la macromàstia.
Quan es produeix hipertròfia a l'adolescència, els tractaments no invasius, inclòs el tractament farmacèutic, la teràpia hormonal i l'ús d'esteroides, no solen recomanar-se a causa dels efectes secundaris coneguts i desconeguts. Una vegada que la taxa de creixement mamària s'ha estabilitzat, la reducció mamària pot ser una opció adequada. En alguns casos, després d'un tractament agressiu o quirúrgic, si el pit torna a augmentar, es pot recomanar una mastectomia completa com a últim recurs.
L'embaràs és reconegut com el segon motiu més freqüent d'hipertròfia. Quan és secundari a l'embaràs, pot resoldre's sense tractament un cop finalitza l'embaràs.

## Societat i cultura

### Problemes
Els pits extremadament grans són una font d'atenció considerable. Algunes dones intenten amagar o emmascarar els seus pits amb roba especial, incloent sostenidors reductors. Les dones amb aquesta condició poden patir problemes psicològics a causa d'atenció o assetjament no desitjats. La depressió és freqüent en les afectades.
En el cas d'una nena japonesa de 12 anys informat l'any 1993, els seus pits «massivament engrandits» li van causar «problemes psicològics intensos, incapacitant-la en les activitats escolars i les relacions socials». L'actriu estatunidenca Soleil Moon Frye, que va protagonitzar de petita la comèdia de situació Punky Brewster, va informar en una entrevista a la revista People que els nois se'n burlaven, anomenant-la «Hey, Punky Boobster!». Va afectar negativament la seva vida professional i social. «La gent va començar a pensar en mi com un objecte», va dir a l'entrevista. «No podria seure dreta sense que la gent em mirés com si fos una prostituta», va dir Frye.
Trobar talles grans de sostenidors i estils que s'ajustin és un repte. A més, els sostenidors més grans són més costosos, difícils de trobar i poc afavoridors per a qui els porta. Els sostenidors mal ajustats amb tirants estrets poden causar irritació crònica, enrogiment i sagnacions a les espatlles. Les erupcions cutànies sota els pits són freqüents, sobretot durant el clima calorós. Els pits pesats poden causar mals de cap, mal de coll, mal d'esquena superior i baixa i entumiment o formigueig als dits. Hi ha una possible connexió entre la macromàstia i la síndrome del túnel carpià.

### Casos coneguts

#### Gigantomàstia
Un cas d'estudi primerenc i extrem de gigantomàstia data de 1670. La pacient va morir quatre mesos després de l'inici de l'augment. Un pit extret després de la mort de la dona pesava 29 kg.
El 17 d'abril de 1848, una dona de 42 anys anomenada Lu-shi va ser atesa per hipertròfia en un hospital xinès. Va ser tractada per un metge missioner. El 24 de desembre de 1849 es va extirpar el pit esquerre, de 67 cm de circumferència i 2,7 kg de pes, en un procediment de tres minuts i mig. El pit dret es va extirpar un mes després. Mesurava 61 cm de circumferència i pesava 2,5 kg.

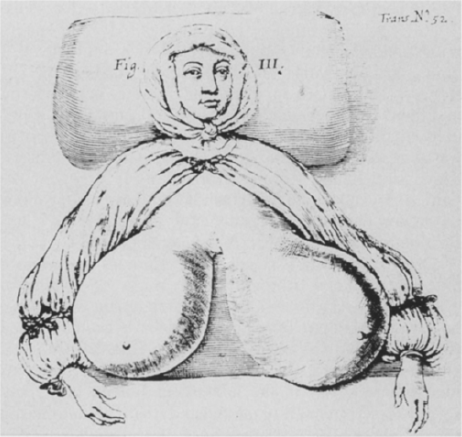
El primer cas registrat de gigantomàstia, diagnosticat en una dona de 23 o 24 anys, c. 1670. El 1670, el metge Durston va dibuixar aquesta il·lustració del primer cas registrat de gigantomàstia no gràvida; la dona va morir per aquesta condició
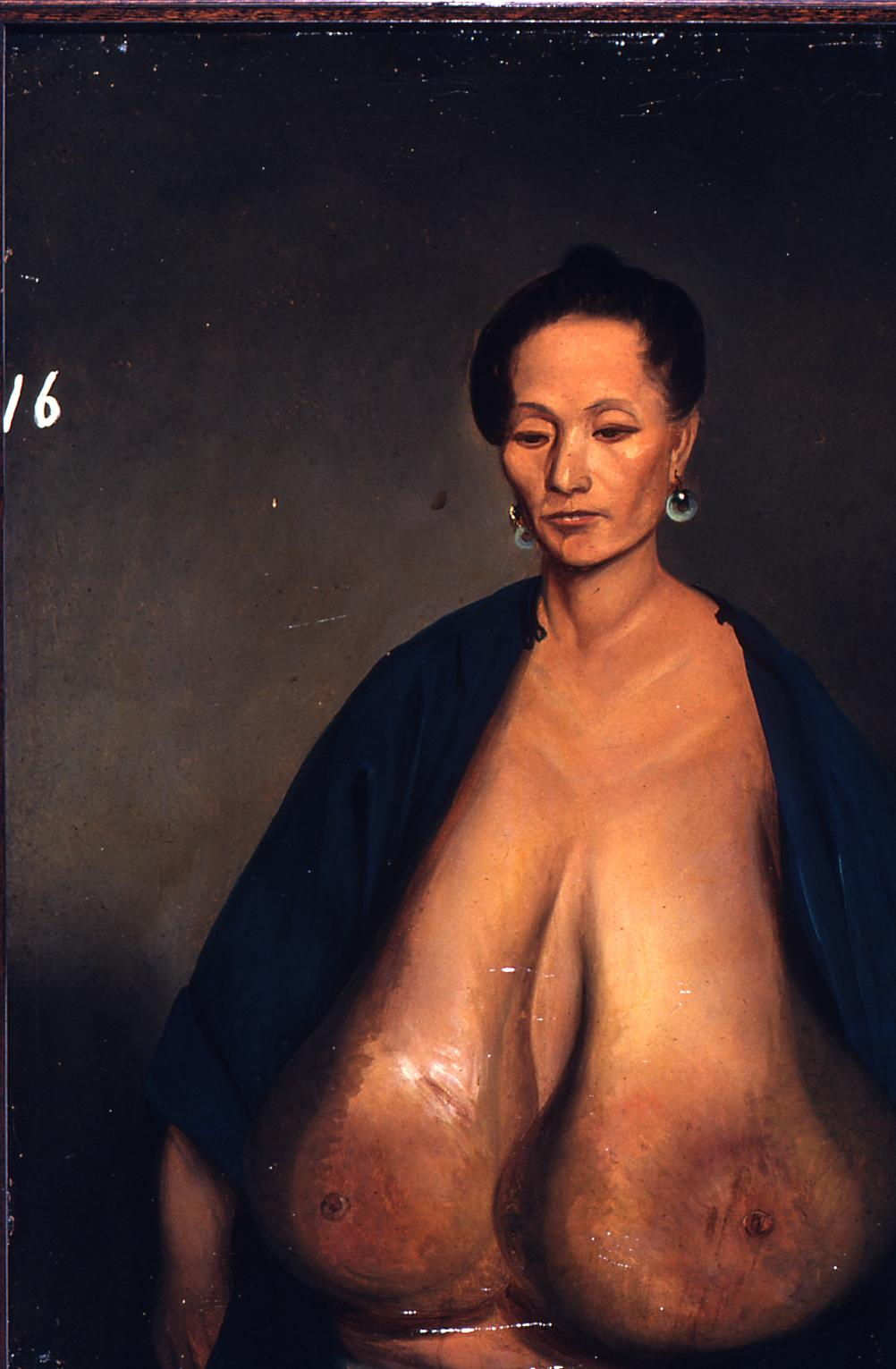
Una pintura de Lu-shi abans de la cirurgia de reducció de mama. Lam Qua, 1848

L'any 2005, una dona va informar que els seus pits van créixer a la pubertat del no res fins a una copa C en un mes. Quan es va quedar embarassada per primera vegada, els seus pits van augmentar dues mides copes en pocs dies. Immediatament després del seu primer part, els seus pits van créixer tres mides de copa. Després que va néixer el seu segon fill, els seus pits van augmentar sis mides de copa. Després del seu tercer part, van créixer 10 mides de copa, i després que va néixer el seu quart fill, van créixer nou mides de copa. En aquest cas, la inflor es va reduir uns 10 dies després del part, però la mida de la copa del sostenidor es va mantenir entre E i G durant l'any següent. Aproximadament un any després del part, els seus pits es van atrofiar ràpidament fins a la mida de copa AA.
Un dels casos més greus de macromàstia es va informar a Ilorin (Nigèria). El 2007, el doctor Ganiyu Adebisi Rahman i els seus col·legues van informar del cas d'una dona de 26 anys que presentava una inflor massiva dels seus pits i inflor axil·lar bilateral de 6 anys de durada. El doctor Rahman va dirigir un equip de cirurgians a Ilorin per realitzar una escissió bilateral total dels pits axil·lars hipertròfiats i una amputació bilateral de mama amb un empelt de complex mugró-areola de les mames ubicades normalment. El pes total dels teixits mamaris extrets va ser de 44,8 kg.
Un altre cas extrem es va observar l'any 2008 a l'Hospital Maria Vittoria de Torí (Itàlia), on la quantitat extreta d'ambdós pits va ser de 17,2 kg. El creixement es va produir durant la pubertat convertint-se en un cas de gigantomàstia juvenil, però la pacient no va buscar tractament fins als 29 anys d'edat.
Un altre cas extrem es va observar el 28 d'agost de 2003, quan una dona de 24 anys va ser ingressada al Centre Clínic de Skopje (Macedònia) amb gigantomàstia de l'embaràs i la quantitat que es va extreure més tard dels dos pits va ser de 15 kg en total. Es va informar d'un segon cas a Macedònia quan els pits d'una dona de 30 anys d'edat d'un remot poble de muntanya de l'est de Macedònia van créixer de sobte fins a superar els 30 kg en total.
A mesura que el trastorn es fa més conegut, els informes dels mitjans de comunicació han augmentat. La canadenca francesa Isabelle Lanthier va aparèixer a la tertúlia de Montel Williams on va explicar com el seu pit va créixer de 86 cm a 133 cm en cinc mesos durant el seu embaràs. En el seu més gran, un pit pesava 6,8 kg i l'altre 5,4 kg. El seu marit li va fer un sostenidor especial per suportar els seus pits.
L'any 2007, una cadena de televisió xilena va cobrir la història de Yasna Galleguillos, de 32 anys d'edat, d'Antofagasta, que va patir un mal d'esquena constant, cosa que va dificultar molt les tasques quotidianes. Es va sotmetre a una cirurgia de reducció de pit per alleujar el seu dolor. Els cirurgians van extreure 4,25 kg d'un pit i 3,33 kg de l'altre pit.
El 29 d'octubre de 2009, la cadena de televisió filipina GMA News and Public Affairs, productors de Wish Ko Lang (Només el meu desig) presentada per Vicky Morales, va perfilar la història de Pilma Cabrijas, una dona de 30 anys d'edat afectada per gigantomàstia. Un curander va dir a la dona que el seu estat podria haver estat causat per una maledicció. La circumferència del bust mesurada sense el suport adequat del sostenidor era de 160 cm. El pes dels seus pits no es va informar amb detall, però semblava que pesava «com dos nens». Li van fer una cirurgia de reducció de pits, però els seus pits van tornar a recuperar-se. Els productors de Wish Ko Lang van pagar per una cirurgia addicional.
El 2023, una dona al Canadà amb pits de mida Z, que molts creien que eren falsos, va afirmar tenir gigantomàstia.

#### Hipertròfia mamària virginal
L'any 1993, la revista japonesa Surgery Today va informar sobre el cas d'una nena de 12 anys d'edat. Amb només 152 cm d'alçada i 43 kg de pes, els seus pits van començar a desenvolupar-se als 11 anys abans de l'inici de la menstruació. Durant els vuit mesos següents, ambdós pits van créixer anormalment grans i els metges que la van tractar van trobar que el seu desenvolupament fisiològic era normal, excepte els seus pits. El pes produït pel seu engrandiment simètric i massiu va donar lloc a una marcada curvatura de la columna vertebral. Les proves de laboratori de la seva sang per a hormones i substàncies bioquímiques van mostrar valors normals, tot i que les proves van revelar que podria haver estat causada per una hipersensibilitat als estrògens. Es va sotmetre a una mamoplàstia de reducció bilateral. Els cirurgians li van extreure 2 kg de teixit del pit dret i 1,9 kg del pit esquerre. Després se li va administrar tamoxifè per suprimir el creixement de la mama.
L'any 2008 es va informar d'un cas més greu d'hipertròfia mamària virginal d'una nena d'11 anys d'edat. Els pits havien començat a créixer ràpidament a la pubertat i havien arribat al punt de causar deteriorament físic i problemes respiratoris després d'un any. La pell estava intacta sense cap ulceració. La química de la sang i la investigació endocrina van ser normals. Es va realitzar una mamplàstia de reducció bilateral amb empelts de mugró lliures. Es van extirpar 6 kg del pit dret i 6,5 kg del pit esquerre, donant lloc a una eliminació de 12,5 kg de teixit en total (24% del pes corporal total).